# Cheilotrichia (Cheilotrichia) meridiana
Cheilotrichia (Cheilotrichia) meridiana is een tweevleugelige uit de familie steltmuggen (Limoniidae). De soort komt voor in het Palearctisch gebied.